# New Galloway
New Galloway ist eine Ortschaft in der schottischen Council Area Dumfries and Galloway. Sie liegt rund vier Kilometer südlich von St John’s Town of Dalry und 31 Kilometer nördlich von Kirkcudbright am rechten Ufer des Water of Ken. Historisch lag New Galloway in der traditionellen Grafschaft Kirkcudbrightshire.

## Geschichte
Am Standort des südlich der heutigen Ortschaft gelegenen Kenmure Castle befanden sich spätestens seit dem Mittelalter Festungsbauten. Möglicherweise wurde John Balliol dort geboren. Die Burg ist heute nur noch als Ruine erhalten. 1629 setzt König Karl I. New Galloway in den Stand eines Royal Burghs. Es war der Viscount of Kenmure, welcher die Ortschaft Mitte des 17. Jahrhunderts entwickelte. Ziel war der Aufbau eines Handelsplatzes im Tal des Water of Ken. Obschon zu Beginn neue Siedler in den Burgh zogen, verlief dessen Entwicklung schleppend. Dass New Galloway der kleinste Burgh Schottlands blieb, wird auch der ungünstigen geographischen Lage zugeschrieben.

## Verkehr
In New Galloway kreuzen sich mit der A712 (Crocketford–Newton Stewart) und der A762 (Tongland–St John’s Town of Dalry) zwei Fernverkehrsstraßen. Die A712 bindet die Ortschaft außerdem an die entlang des linken Ken-Ufers verlaufende A713 an. 1797 wurde östlich eine Brücke zur Querung des Water of Ken errichtet. Neun Jahre später fiel sie jedoch einem Hochwasser zum Opfer. Die heutige Ken Bridge, welche die A712 führt, entstand 1824 nach einem Entwurf von John Rennie.
Im 19. Jahrhundert erhielt New Galloway einen Bahnhof entlang der Portpatrick and Wigtownshire Joint Railway. Der Bahnhof lag jedoch ungünstig rund zehn Kilometer südlich der Ortschaft und wurde einst durch regelmäßige Kutschverbindungen angebunden. Zwischenzeitlich wurde der Bahnhof aufgelassen.

## Persönlichkeiten
- Sam Heughan (* 1980), Schauspieler und Filmproduzent